# Audronė Žigaitytė-Nekrošienė
Audronė Žigaitytė-Nekrošienė (* 12. Januar 1957 in Vilnius) ist eine litauische Komponistin, Musikpädagogin, -kritikerin und -journalistin.
Žigaitytė-Nekrošienė studierte bis 1975 Musiktheorie an der Musikschule M. K. Čiurlionis und bis 1980 Komposition bei Eduardas Balsys an der Litauischen Musik- und Theaterakademie. Bis 1982 besuchte sie die Kompositionsklasse von Nikolai Sidelnikow am Moskauer Konservatorium. Seit 1983 unterrichtet sie Instrumentenkunde und Instrumentation, Partiturlesen und Operndramaturgie an der Litauischen Musik- und Theaterakademie.
Als Komponistin wurde sie vor allem mit vier Opern bekannt, zu denen sie auch die Libretti schrieb: Mažvydas (1988, nach dem gleichnamigen Drama von Justinas Marcinkevičius), Žilvinas ir Eglė (2002, nach dem Poem von Vincas Mykolaitis-Putinas), Praregėjimas, arba puota maro metu (2005) und Frank‘Einstainas – XXI amžius (2010). Zudem verfasste sie musikpädagogische Literatur, neben Lehrbüchern und Kompendien auch Audio- und Videokollektionen, und schrieb über 700 Artikel zu musikhistorischen Themen. 
Seit 1988 ist Herausgeberin und Chefredakteurin der Musikzeitschrift Muzikos barai. Sie veröffentlichte mehr als 100 CDs mit litauischen Künstlern bzw. Werken litauischer Komponisten. Von 2005 bis 2010 leitete sie das Opernhaus von Klaipėda. Sie führte dort Opern von Claudio Monteverdi und Claude Debussy auf, gab jährlich Galakonzerte zu Wagners Geburtstag und veranstaltete Barocke Opernfestwochen. Žigaitytė-Nekrošienė ist Mitglied des litauischen Komponistenverbandes (seit 1983), der litauischen Musikerunion (seit 1997, seit 2010 Präsidentin) und des litauischen Journalistenverbandes (seit 2000).